# Scherkonde
Die Scherkonde ist ein etwa 26 km langer, linker Zufluss der Lossa im Landkreis Weimarer Land und im Landkreis Sömmerda in Thüringen.

## Verlauf
Die Scherkonde entspringt in der Ortslage von Wohlsborn am Nordhang des Ettersbergs nordöstlich von Weimar und fließt zunächst in nördlicher Richtung, bevor sie sich bei Großbrembach nach Nordwesten wendet. Dabei durchfließt der Lossa-Nebenfluss jeweils nördlich von Schwerstedt und Krautheim zwei kleinere Seen. Der Gesamtlauf umfasst etwa 26 km. Auf ihrem Weg ist die Scherkonde zu Hochwasserschutzzwecken zweimal aufgestaut zu den Talsperren Großbrembach und Frohndorf. Weiterhin ist der Bachlauf größtenteils begradigt und somit als sehr monoton zu betrachten.

## Scherkondetalbrücke
Im Rahmen der Neubaustrecke Erfurt–Leipzig/Halle wurde von 2008 bis 2011 die Rahmenbrücke Scherkondetalbrücke errichtet.

## Ortschaften am Verlauf der Scherkonde
Auf ihrem Weg durch das Thüringer Becken durchfließt sie die Ortschaften Sachsenhausen, Leutenthal, Weiden, Buttelstedt, Haindorf, Großbrembach, Kleinbrembach, Vogelsberg, Orlishausen und Frohndorf.